# Irina Dalle
Pour les articles homonymes, voir Dalle.
 (janvier 2017).
Si vous disposez d'ouvrages ou d'articles de référence ou si vous connaissez des sites web de qualité traitant du thème abordé ici, merci de compléter l'article en donnant les références utiles à sa vérifiabilité et en les liant à la section « Notes et références ».
Irina Dalle est une comédienne, dramaturge et metteuse en scène française, née le 4 mars 1965.

## Biographie
Après avoir étudié à l'école Marcel Marceau, elle entre au Conservatoire national supérieur d'art dramatique de Paris en 1988.
Au théâtre, elle joue fréquemment sous la direction d’Olivier Py et d'Alain Ollivier, ou encore Eugène Durif.
Au cinéma, elle tourne notamment dans La Bande des quatre de Jacques Rivette (1988).
Pour poursuivre son travail de recherche et continuer à mettre en scène des textes contemporains, elle fonde, en novembre 1997, sa compagnie : Raoul et Cie.

## Théâtre
- 1990 : O.P.A. Mia Théâtre musical, mise en scène André Engel, Festival d’Avignon
- 1991 : Léo Katz et ses œuvres : La Nuit/L'Hiver, chapitre 1/Les Fresques de Léonard, de et mise en scène Louis-Charles Sirjacq, Festival d'Avignon
- 1992 : Les Aventures de Paco Goliard d'Olivier Py, mise en scène de l'auteur, Théâtre des Halles Festival d'Avignon, Théâtre de la Bastille
- 1994 : Le Malade imaginaire de Molière, mise en scène Jean-Luc Lagarce, Le Cratère Alès
- 1995 : La Servante (Histoire sans fin) d'Olivier Py, mise en scène de l'auteur, Festival d'Avignon
- 1996 : Miss Knife et sa baraque chantante d'Olivier Py, Festival d'Avignon
- 1997 : Le Visage d’Orphée d'Olivier Py, mise en scène de l'auteur, Festival d'Avignon
- 1998 : Le Visage d'Orphée d'Olivier Py, mise en scène de l'auteur, Théâtre de Nice, Théâtre de l'Athénée-Louis-Jouvet
- 1998 : Requiem pour Srebrenica d'Olivier Py, mise en scène de l'auteur, CDN d'Orléans, Théâtre Nanterre-Amandiers, Festival d'Avignon
- 2001 : Le Cabaret de leur vie spectacle en musiques d'après des textes de Jean-Luc Lagarce et Olivier Py, mise en scène Irina Dalle
- 2002 : La Mort de Danton de Georg Büchner, mise en scène Georges Lavaudant, Théâtre de l'Odéon, Théâtre du Nord
- 2005 : Platonov - Le Chant du cygne d'Anton Tchekhov, mise en scène Alain Françon, Théâtre national de la Colline
- 2005 : Quand j’étais singe de Franz Kafka, mise en scène Céline Agniel et Renaud Danner, Vingtième Théâtre
- 2006 : Un petit rien-du-tout tout neuf plié dans une feuille de persil de Denis Levaillant et Maurice Roche, mise en scène Caterina Gozzi, Théâtre du Rond-Point
- 2007 : Léonce et Léna de Georg Büchner, mise en scène Jean-Baptiste Sastre, Théâtre national de Chaillot
- 2008 : L'Hôtel du libre échange de Georges Feydeau, mise en scène Alain Françon, Théâtre national de la Colline
- 2009 : La Cerisaie d'Anton Tchekhov, mise en scène Alain Françon, Théâtre national de la Colline
- 2011: Je disparais d'Arne Lygre, mise en scène Stéphane Braunschweig,   Théâtre national de la Colline